# World Robot Olympiad
De World Robot Olympiad (WRO) is een wereldwijde robotica-wedstrijd voor jonge mensen. Het werd voor het eerst gehouden in 2004 in Singapore en trekt nu meer dan 70.000 jongeren in de leeftijd tussen 8 en 22 jaar uit meer dan 100 landen
Het doel van WRO is om zoveel mogelijk kinderen en jongeren in aanraking te laten komen met de STEM onderwerpen: Science, Technology, Engineering en Mathematics.
De competitie bestaat uit vier verschillende categorieën, RoboMission, Future Innovators, Future Engineers en RoboSports. Voor de RoboMission en Future Innovators zijn er competities in 4 verschillende leeftijdsgroepen: WeDo, Elementary, Junior High en Senior High.  Deelnemers kunnen ook buiten hun leeftijdsgroep meedoen, maar ze moeten jonger zijn dan de opgegeven leeftijdscategorie en moeten samenwerken met iemand in die leeftijdscategorie 
De competitie loopt tijdens een kalenderjaar. De regels worden rond januari bekendgemaakt en de uiteindelijke wereldfinale is in november. 

## WRO categorieën

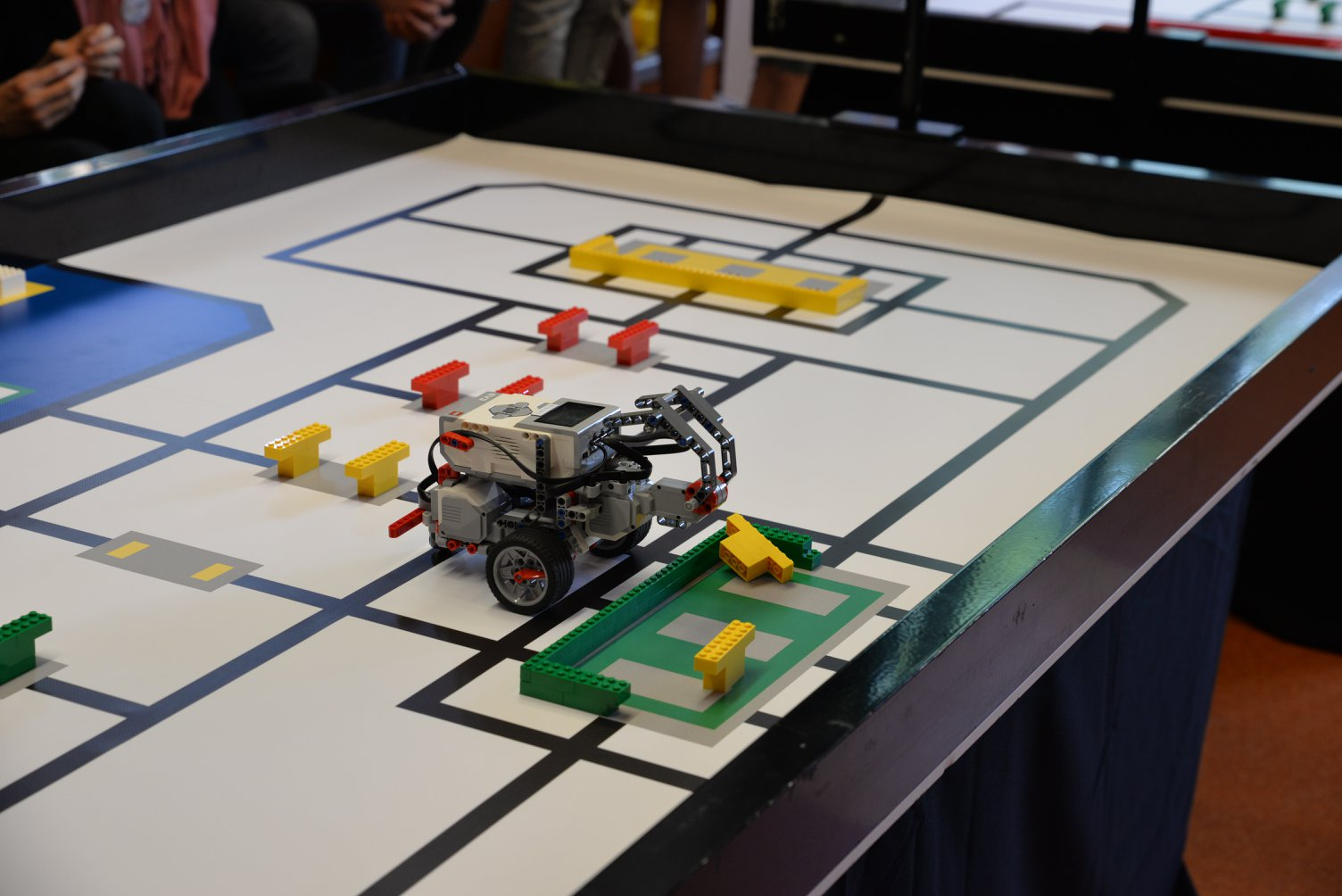
WRO wedstrijdrobot

In de RoboMission en Future Innovators category zijn er vier leeftijdsgroepen waarbij elke leeftijdsgroep een eigen opdracht heeft.
| Categorie      | leeftijdsklasse |
| -------------- | --------------- |
| Basisonderwijs | 8 t/m 12 jaar   |
| Junior         | 11 t/m 15 jaar  |
| Senior         | 14 t/m 19 jaar  |

### RoboMission
In de RoboMission competitie moeten teams (van twee of drie studenten) een robot maken die een door de organisator bepaalde missie kan voltooien. Voorafgaand aan de wedstrijd (tussen de inschrijving voor deelname aan het evenement en de wedstrijd) ontwerpen, bouwen en programmeren de teams een robot.
De wedstrijd bestaat uit een aantal bouw/programmeerrondes en wedstrijdrondes. Elke wedstrijdronde -waarin de robot de missie uitvoert - duurt maximaal 2 minuten. De robot moet daarbij de missie autonoom uitvoeren. Het team bepaalt daarbij wanneer de robot klaar is met de missie waarna de tijdmeting wordt gestopt.
Op de wedstrijddag kan de organisatie een verrassingsregel aankondigen, om het vermogen van het team om hun hardware aan te passen of te programmeren te testen. 
Teams nemen bij de wedstrijddag hun robot gemonteerd mee naar de wedstrijd. Tijdens de bouwrondes hebben de teams tijd om hun robot verder te programmeren of om bezig te gaan met de verrassingsregel. Als een team klaar is met het bouwen van zijn robot voordat de beschikbare bouwtijd per ronde is  afgelopen, kan het team oefenen op de wedstrijdvelden. 
Sinds 2025 zijn de regels rondom het bouwen van de robot gewijzigd. Voorheen moest de robot uit LEGO-gecertificeerde onderdelen bestaan. Deze regel is sinds 2025 vervallen. Robots mogen gemaakt worden van LEGO onderdelen maar nu ook van andere merken of onderdelen gebouwd worden waarbij er wel specifieke technische eisen aan de robots zijn gesteld. Elke robot is beperkt tot 25 × 25 × 25 cm (9,8 × 9,8 × 9,8 inch).
Teams worden beoordeeld op hun scores op basis van de hoogste scores in twee rondes behaald.. Als de scores van twee teams gelijk zijn, worden ze beoordeeld op hun tijd in de desbetreffende rondes.
Winnende teams kwalificeren zich voor de Wereldfinale en zijn daarmee vertegenwoordiger van het land waarin ze deelgenomen hebben aan de competitie.
Het aantal teams dat zich kan kwalificeren voor de wereldfinale is afhankelijk van het aantal teams in de nationale competitie. WeDo teams kunnen zich niet kwalificeren voor de wereldfinale.

### Future Innovators
In de Future Innovators categorie ontwikkelen teams (2 - 3 studenten) een robot die helpt bij het oplossen van problemen uit de echte wereld. Elk jaar is er een nieuw thema, vaak verbonden aan de Sustainable Development Goals van de VN. Na onderzoek naar het thema ontwikkelt elk team een innovatieve en functionerende robotoplossing. Op de wedstrijddag presenteren de teams hun robotoplossing aan een jury. 
Teams worden op de wedstrijddag beoordeeld op:
- Project en innovatie
- Robot oplossing
- Presentatie en teamspirit

Focus op de beoordelingsonderdelen zijn afhankelijk van de leeftijdscategorie van de teams worden be

## WRO Nederland
In 2018 is de World Robot Olympiad voor het eerst georganiseerd in Nederland.
Elk jaar vinden in juni de regiofinales plaats.
Hierbij worden wedstrijden in verschillende regio's georganiseerd:
- Regio West (Rotterdam / Delft)
- Regio Oost (Almelo / Hengelo)
- Regio Noord (Stadskanaal)
- Regio Zuid (Eindhoven)

## WRO Wereldfinale
Sinds 2004 wordt jaarlijks (in november) de WRO wereldfinale georganiseerd.
| Jaar | Organiserend land                        | Thema                       |
| ---- | ---------------------------------------- | --------------------------- |
| 2004 | Singapore                                | Robots in Sports            |
| 2005 | Bangkok - Thailand                       | Sensitive Robots            |
| 2006 | Nanning City - China                     | Humanoid                    |
| 2007 | Taipei - Taiwan                          | Robot for Resque            |
| 2008 | Yokohama - Japan                         | Saving Global Environment   |
| 2009 | Pohang - Zuid Korea                      | Artistic Robots             |
| 2010 | Manilla - Philipijnen                    | Robots promote tourism      |
| 2011 | Abu Dhabi - Verenigde Arabische Emiraten | Robots for life improvement |
| 2012 | Kuala Lumpur - Maleisië                  | Robot Connecting People     |
| 2013 | Jakarta - Indonesië                      | World Heritage              |
| 2014 | Sochi - Rusland                          | Robots and Space            |
| 2015 | Doha - Quatar                            | Robot Explorers             |
| 2016 | New Delhi - India                        | Rap the Scrap               |
| 2017 | San José - Costa Rica                    | Sustainable Robots          |
| 2018 | Chiang Mai - Tailand                     | Food matters                |
| 2019 | Györ Hongarije                           | Smart Cities                |
| 2020 | Quebec - Canada                          | Climate Squad               |
| 2021 | Online competitie (ivm Covid)            | Power Bots                  |
| 2022 | Dortmund (Duitsland)                     | My robot my friend          |
| 2023 | Panama City - Panama                     | Connecting the world        |
| 2024 | Izmir - Turkije                          | Earth Allies                |

## WRO Invitational
Naast de jaarlijkse wereldfinale wordt sinds 2018 ook een WRO Invitational festival gehouden.
| Jaar | Plaats                           |
| ---- | -------------------------------- |
| 2018 | Lapu-Lapu City Cebu - Filipijnen |
| 2019 | Aarhus Denemarken                |
| 2022 | Balaton Hongarije                |
| 2023 | Odense Denemarken                |
| 2024 | Brescia Italie                   |